# Мілан Макарич
Мілан Макарич (серб. Милан Макарић; нар. 4 жовтня 1995, Новий Сад) — сербський футболіст, нападник ізраїльського клубу «Хапоель» (Тель-Авів) та збірної Сербії.

## Клубна кар'єра
Мілан вихованець клубу «Воєводина», в складі якого він і дебютував у сезоні 2014–15. На початку своєї кар'єри він виступав на позиції центрального півзахисника, а потім був переведений на позицію центрального форварда, на якій зараз зазвичай грає. Наприкінці 2014 року на правах оренди відіграв десять матчів за «Пролетер» (Нови-Сад).
25 червня 2015 року підписав однорічну угоду з клубом «Спартак» (Суботиця).
У січні 2017 року Мілан уклав контракт з сербським клубом «Бачка».
У березні 2018 року серб перейшов до боснійської команди Звієзда 09, а згодом повернувся до «Бачки».
У травні 2019 року Мілан уклав дворічну угоду з клубом «Раднички» (Ниш). Але не потрапивши до основного складу Макарич перейшов до клубу «Радник» (Сурдулиця). У складі останнього став найкращим бомбардиром сербської першості 2021 року.
16 липня 2021 Мілана презентували як нового гравця данського клубу «Ольборг», в якому він отримав футболку під номером 9. Портал Моцартспорт оприлюднив інформацію про відступні попередньому клубу серба у півмільйона євро. Сезон у складі данців Макарич завершив з результатом — 33 зіграних матча та вісім забитих м'ячів. Загалом у складі данців провів 38 матчів та пробув на контракті до 2024 року, двічі за цей час відправлявся в оренду спочатку до клубу «Радник» (Сурдулиця), а згодом до боснійського «Борац» (Баня-Лука).
З 2024 року захищає кольори ізраїльського клубу «Хапоель» (Тель-Авів).

## Виступи за збірні
Відіграв чотири матчі в 2015 році за збірну Сербії U-20. У тому ж році провів одну гру в складі Сербії U23.
У 2021 році Макарич дебютував у складі національної збірної Сербії. Наразі за збірну зіграв лише три матчі.

## Титули і досягнення
«Борац» (Баня-Лука)
- Чемпіон Боснії і Герцеговини: 2023–24

Індивідуальні
- Найкращий бомбардир чемпіонату Сербії (1):

2021 (25 м'ячів)